# Solongoite
La solongoite è un minerale.